# Al-Masad
Al-Masad (Le Fibre) è la centoundicesima Sura del Corano, una sura meccana composta da 5 versetti. Questa sura condanna Abu Lahab, zio del Profeta Maometto, e sua moglie Umm Jamil per il loro rifiuto dell'Islam e la loro ostilità nei confronti del Profeta.

## Contenuto
- Condanna di Abu Lahab: La sura inizia condannando Abu Lahab, zio del Profeta Maometto, e sua moglie Umm Jamil per il loro rifiuto dell'Islam e per le loro azioni ostili nei confronti del Profeta.
- Punizione di Abu Lahab: Viene profetizzata la punizione di Abu Lahab nell'Inferno per la sua incredulità e la sua ostilità verso il Profeta.
- Le Fibre che Bruciano: Viene menzionato il fuoco delle fibre (Al-Masad) come simbolo della punizione che attende Abu Lahab e sua moglie nell'aldilà.

## Analisi
La Sura Al-Masad è significativa perché condanna Abu Lahab, un oppositore accanito dell'Islam, e sua moglie per la loro incredulità e ostilità nei confronti del Profeta Maometto. Essa sottolinea l'importanza della fede e dell'obbedienza a Dio, avvertendo che coloro che si oppongono alla verità subiranno una punizione nell'aldilà. Inoltre, la sura serve come un promemoria della responsabilità individuale di rispondere alla chiamata della verità e di evitare l'ostilità verso coloro che la portano. Pertanto, la sura offre una lezione morale sulla necessità di accettare la verità e di evitare l'ostilità e l'incredulità.

## Testo

### Arabo
1. تَبَّتْ يَدَآ أَبِى لَهَبٍ وَتَبَّ‎
2. مَآ أَغْنَىٰ عَنْهُ مَالُهُۥ وَمَا كَسَبَ‎
3. سَيَصْلَىٰ نَارًا ذَاتَ لَهَبٍ‎
4. وَٱمْرَأَتُهُۥ حَمَّالَةَ ٱلْحَطَبِ‎
5. فِى جِيدِهَا حَبْلٌ مِّن مَّسَدٍۭ‎

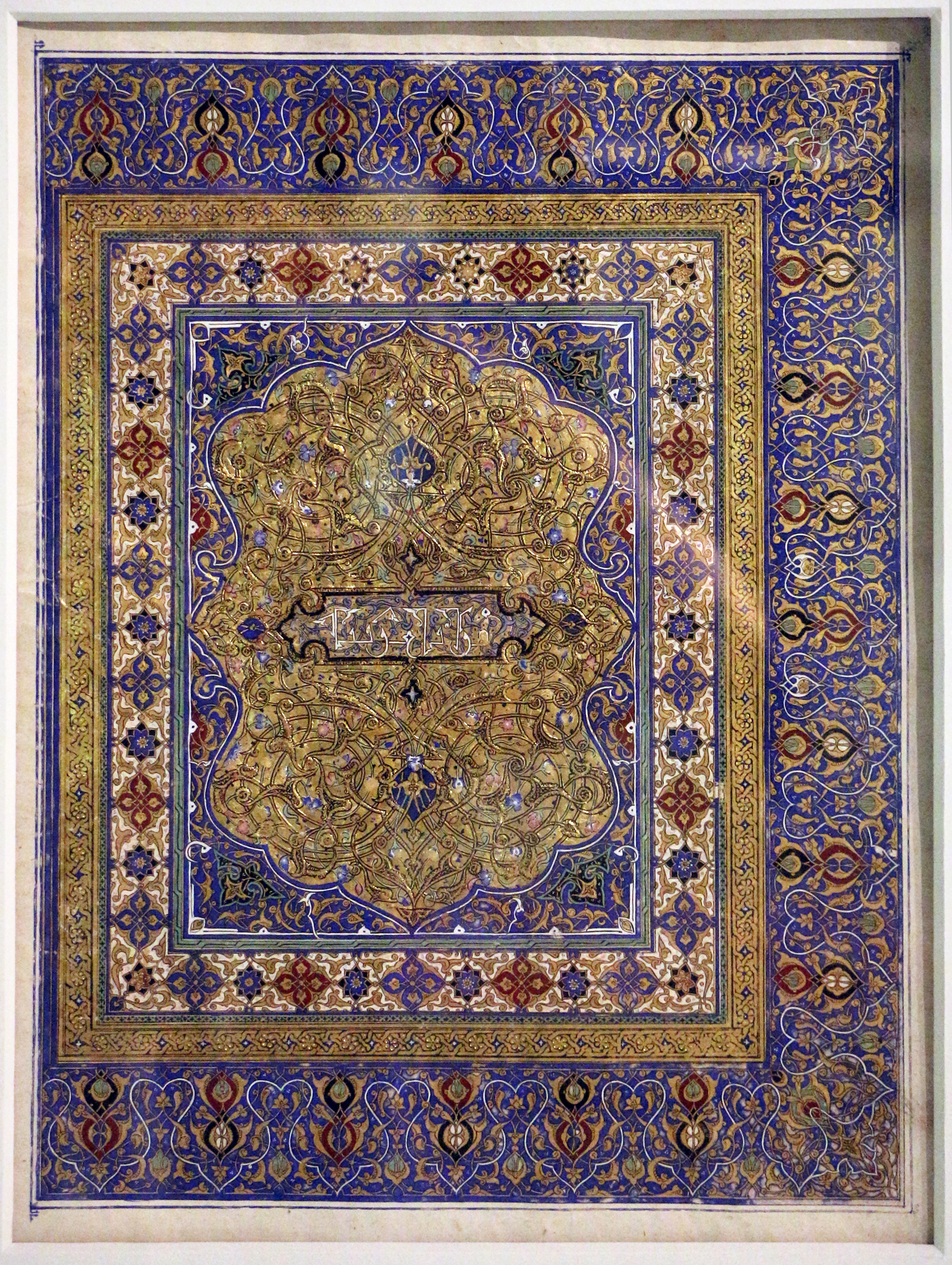
Il Corano

### Traslitterazione
attenzione: la DH si leggono tra la lingua e i denti
1. tabbat yadâ abî lahabin-wwa tabba
2. mâ agh-nâ 'anhu mâluhû ua mâ kasabe
3. sayaslâ nâran dhâta lahabon
4. ua-mra-atuhû hammâlatal-hatab
5. fî gîdihâ hablu-mmi-masad[1][2]

### Italiano
1. Periscano le mani di Abu Lahab e (che lui stesso) perisca
2. A niente gli sono servite le sue ricchezze e quello che ha guadagnato
3. Brucerà in un fuoco fiammeggiante
4. E la sua donna che porta la legna
5. Al suo collo(avrà)una corda di fibre di palma